# Sassolungo
Il Sassolungo (Langkofel in tedesco, Saslonch in ladino) è la vetta principale del massiccio omonimo, collocato in Val Gardena nelle Dolomiti.

## Caratteristiche

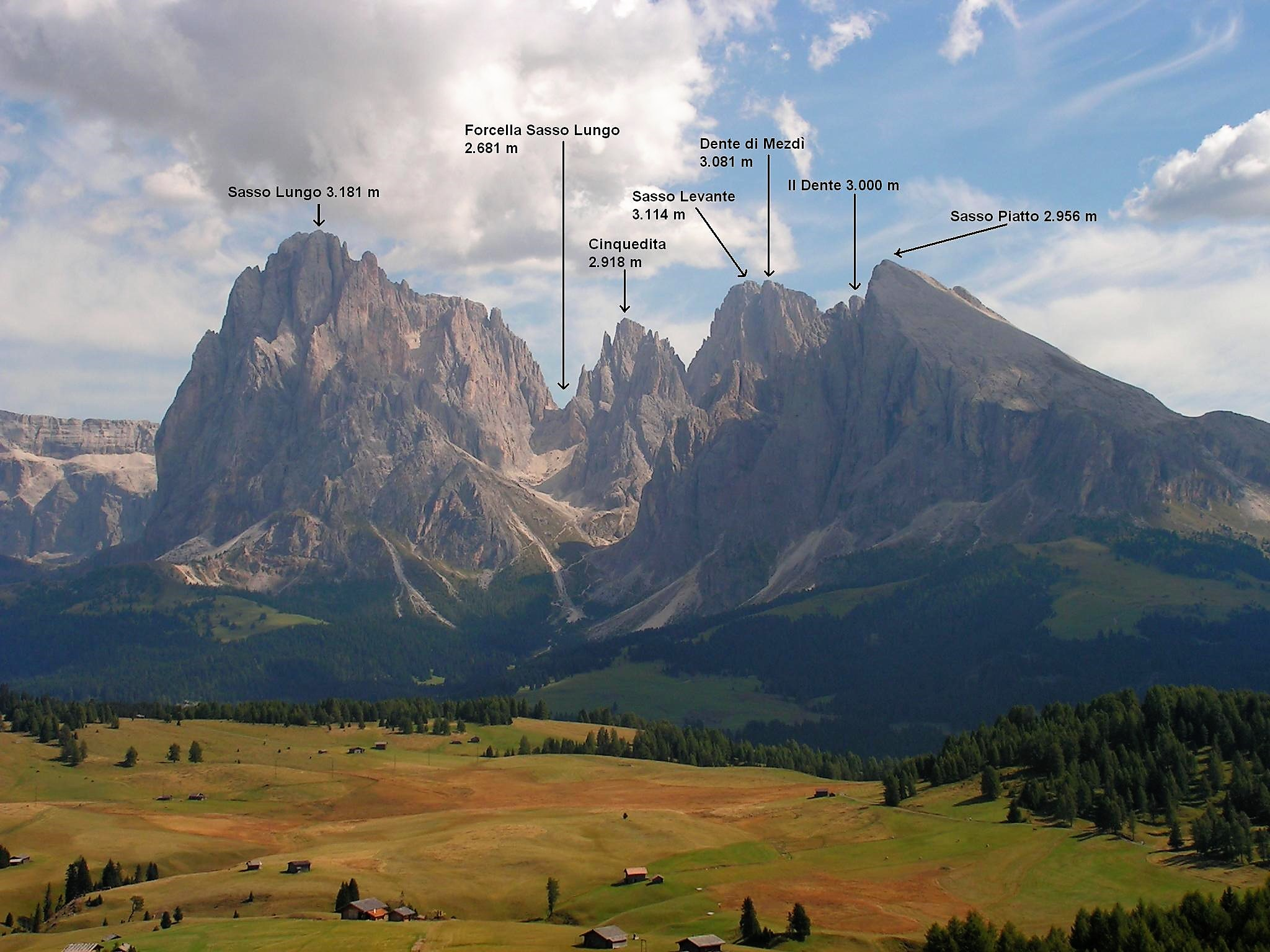
Il gruppo del Sassolungo visto dall'Alpe di Siusi, con indicazioni delle principali vette.

Il toponimo - attestato sin dal 1770 nella forma di Lang Kofel - significa "pietra lunga" ed è da comprendere quando si guarda la montagna da nord-est e confrontandola con il Sasso Piatto. Quest'ultimo è anche l'unica cima raggiungibile tramite sentiero fra le otto che compongono il gruppo, caratterizzato da versanti scoscesi lungo la quasi totalità del perimetro. Nel 1992 Ivo Rabanser apre anche una via sulla parete nord, vicino alla via Soldà, estremamente difficile chiamata "via Monumento", che si sviluppa per 1000 m, con difficoltà fino al VII e A3.
Una leggenda locale vuole che il massiccio sia il luogo di sepoltura di un gigante punito dai suoi simili per aver derubato gli uomini dando la colpa agli animali del bosco. I pinnacoli noti come le "Cinque Dita" sarebbero l'ultima parte del corpo visibile. Ulteriori cime sono la Punta Grohmann, la Torre Innerkofler e il Dente.
Sul lato est, in una nicchia, è collocata una Madonna in legno alta tre metri opera dello scultore Flavio Pancheri.
Dà il nome alla pista da sci Saslong della Val Gardena che scende dai suoi piedi, sede ogni anno dell'omonima discesa libera della coppa del mondo di sci alpino.

## Ascensioni
La vetta del Sassolungo venne raggiunta la prima volta il 13 agosto 1869 dal viennese Paul Grohmann e dalle guide Franz Innerkofler e Peter Salcher. Precedentemente c'erano stati vari tentativi, il più deciso dei quali da parte di Waitzenbauer e la guida Johann Pinggera di Solda.
Il percorso dei primi salitori coincide solo per un tratto relativamente breve con l'attuale "via normale": dapprima essa percorre una stretta cornice sul fianco sud-ovest, detta Cengia dei Fassani, che aiuta a raggiungere il Ghiacciaio del Sassolungo. Poi per canaloni accede alla conca detta l'Anfiteatro e per una cresta irta di torri raggiunge la cima. È una delle vie normali più difficili e complesse delle Dolomiti che richiede fino a 5 ore, con diversi tratti di III e III+; quasi in cima è situato il piccolo Bivacco Giuliani.
Nel 1911 Angelo Dibona apre una via attraverso le gole della parete nord-ovest (verso il Salame), che raggiunge la vetta del Campanile Ovest. La "via Dibona" è una delle massime realizzazioni della fortissima guida ampezzana, con uno sviluppo di oltre 1100 m, e difficoltà di V+, notevoli per l'epoca dell'apertura. Oggi è una via quasi sconosciuta.
Nel 1918 E. Pichl e R. Walzer percorrono lo spigolo nord del Campanile Nord, oggi via divenuta classica, con un notevole sviluppo (ca. 1400 m) lungo gole e camini fino alla vedetta Pichl, la forcella sottostante il campanile e poi ne percorre la cresta seguendo il percorso più logico (difficoltà fino al IV+).
La parete Nord del Campanile Nord è stata scalata nell'agosto del 1936, da Gino Soldà e Franco Bertoldi. Una ripetizione avvenne solo nel 1951, da parte di Jean Couzy e Gerard Neff. Reinhold Messner fu il primo ad eseguire una "solitaria" nel 1969. Kurt Walde e Toni Zuech realizzarono la prima invernale nel 1985. La "via Soldà" è forse la più grande realizzazione della cordata di Valdagno, temuta a causa delle condizioni ambientali in cui è posta. Essa si sviluppa sul fianco destro (orogr.) della Gola nord-est fino alle rocce del Campanile, che viene superato per un grande diedro (1050 m, VI).
Il pilastro nord-ovest è stato aperto nel 1966 da Pietro Sommavilla e Giovanni Viel.
Lungo la parete nord-est, Ivo Rabanser e Marco Furlani realizzano nel 1993 la via denominata "Pilastro Magno": 950 metri di dislivello con difficoltà di VI grado.
Nel gennaio 2013, le guide alpine catores Adam Holzknecht e Hubert Moroder hanno realizzato la prima salita di "La Legrima", maestosa linea di ghiaccio e misto sulla parete nord.

## Galleria d'immagini

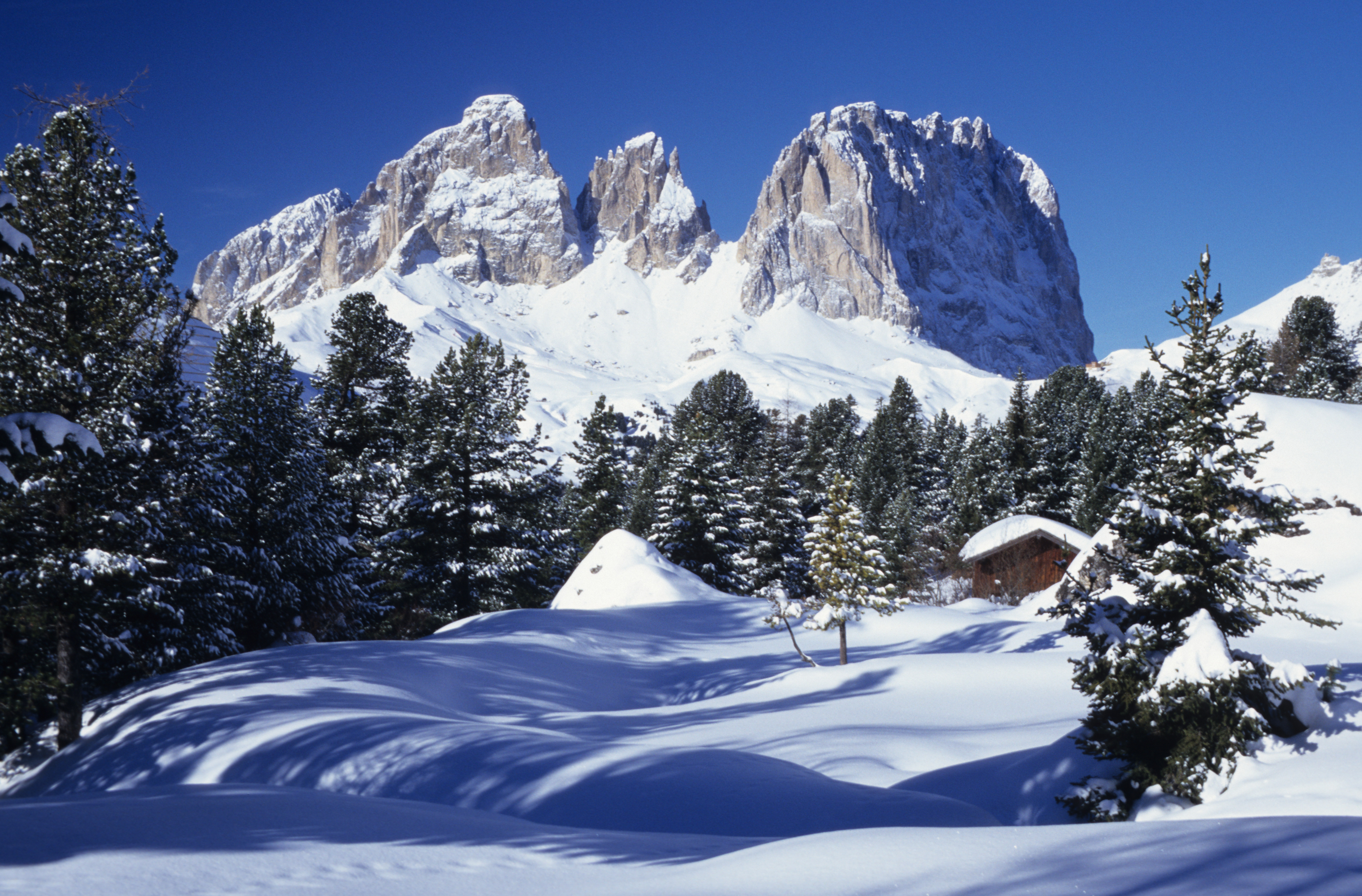
Il gruppo del Sassolungo ripreso da Passo Pordoi
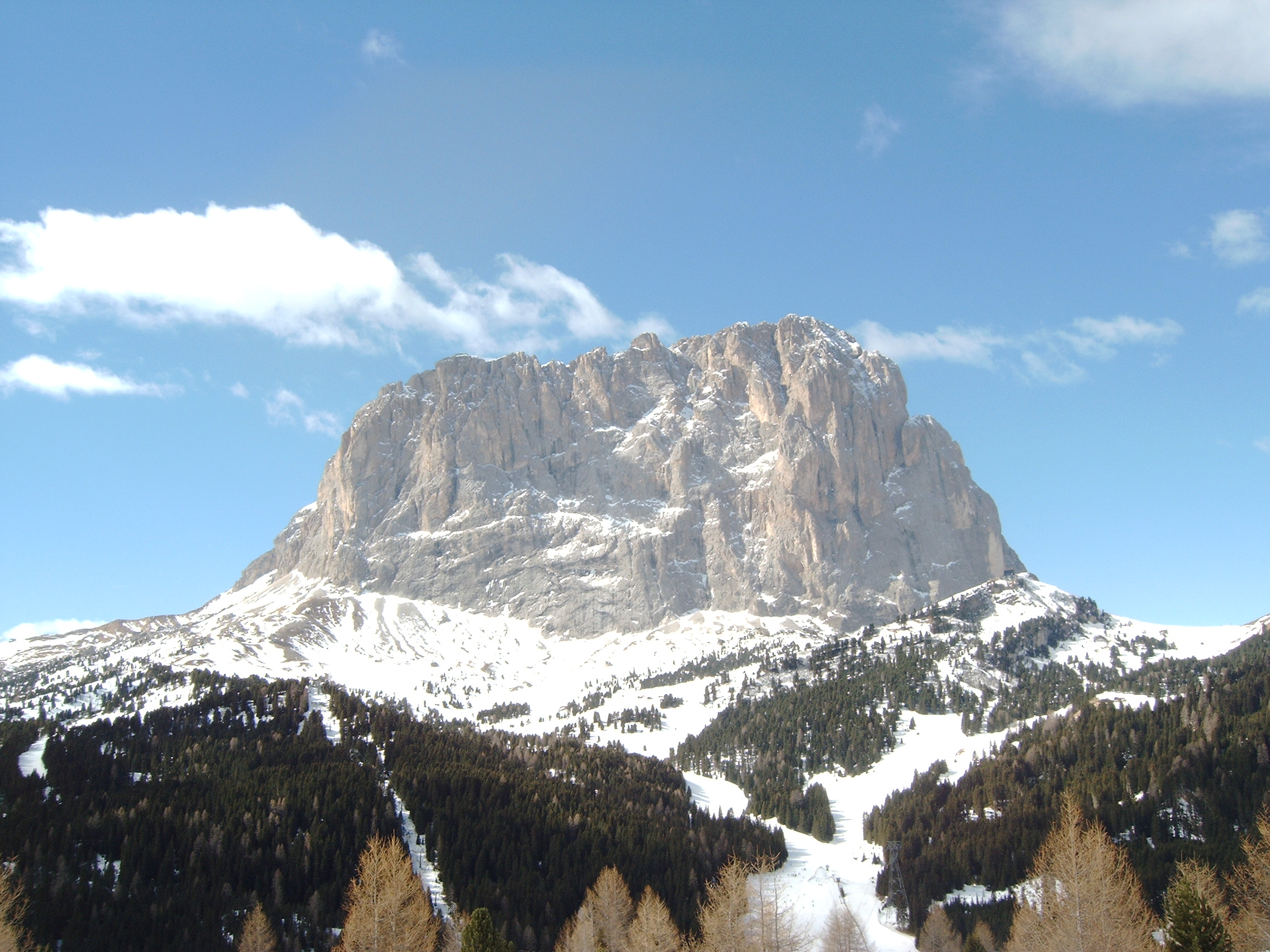
Il Sassolungo
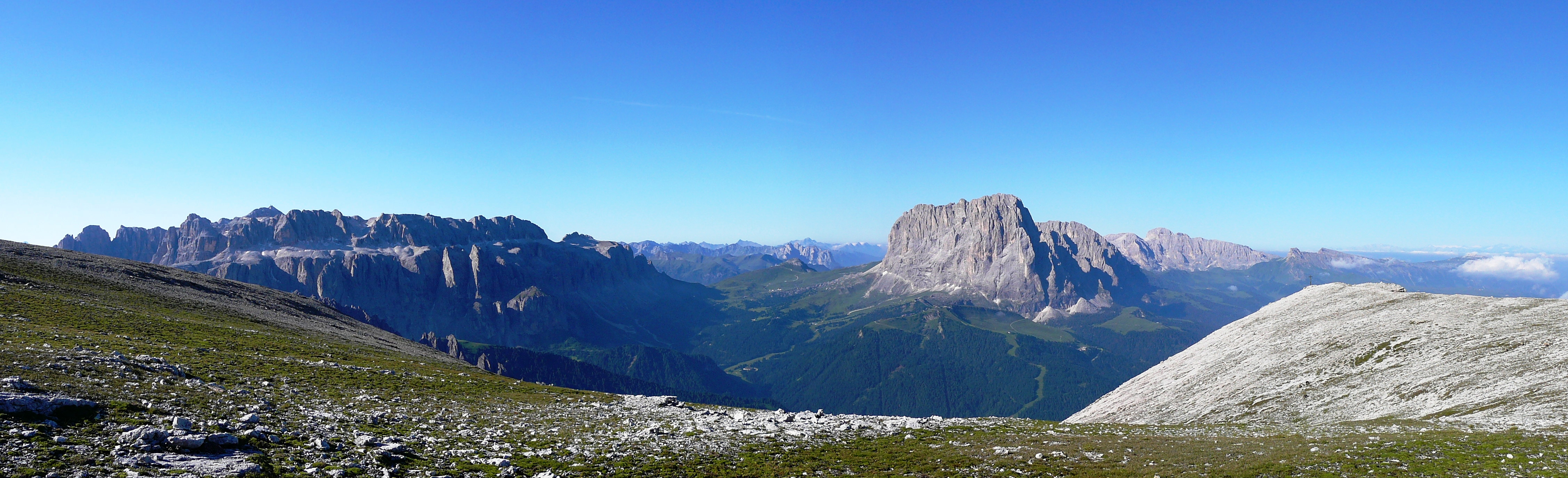
Il gruppo del Sella e il Sassolungo in una mattina d'estate
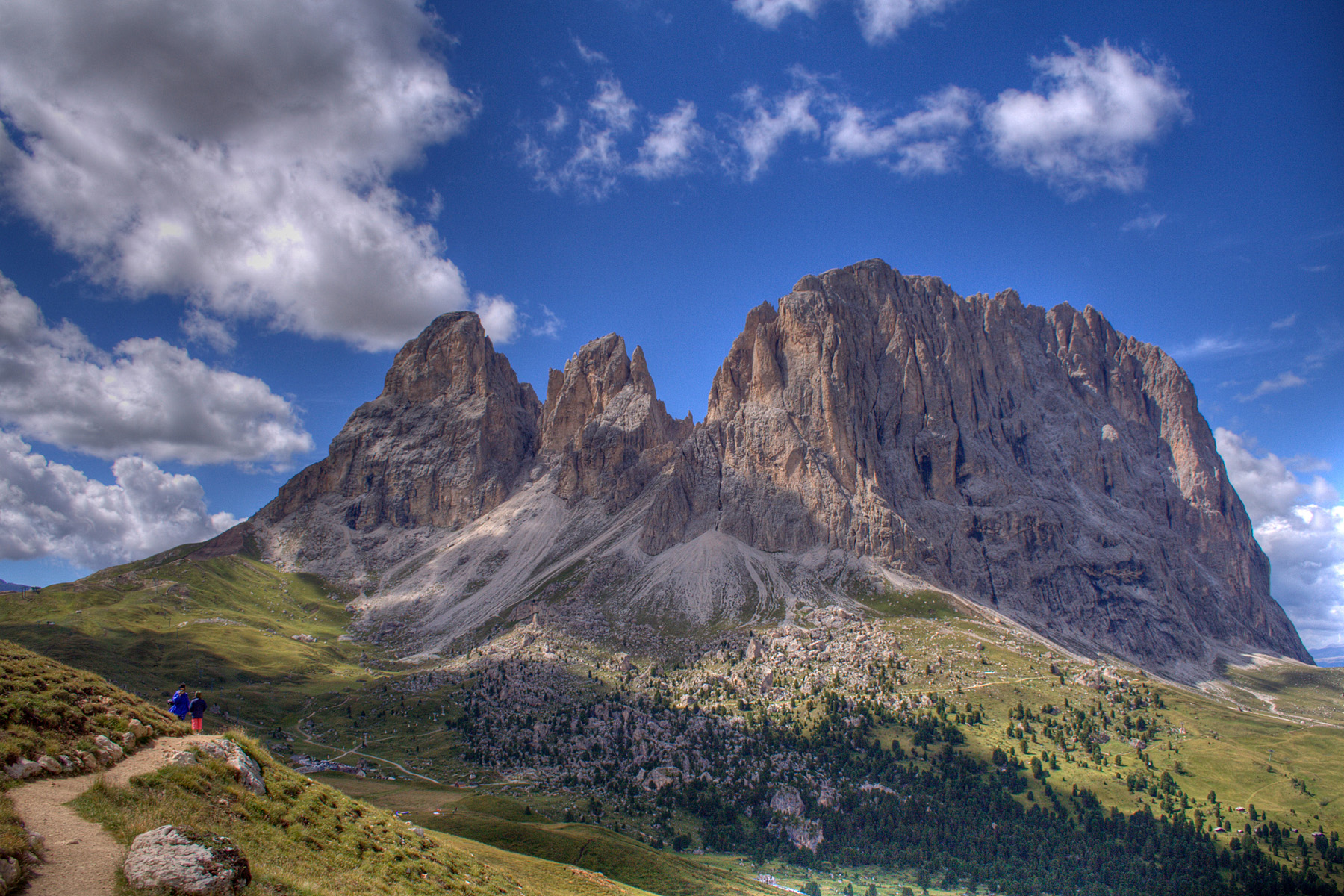
Fotografia HDR del Sassolungo
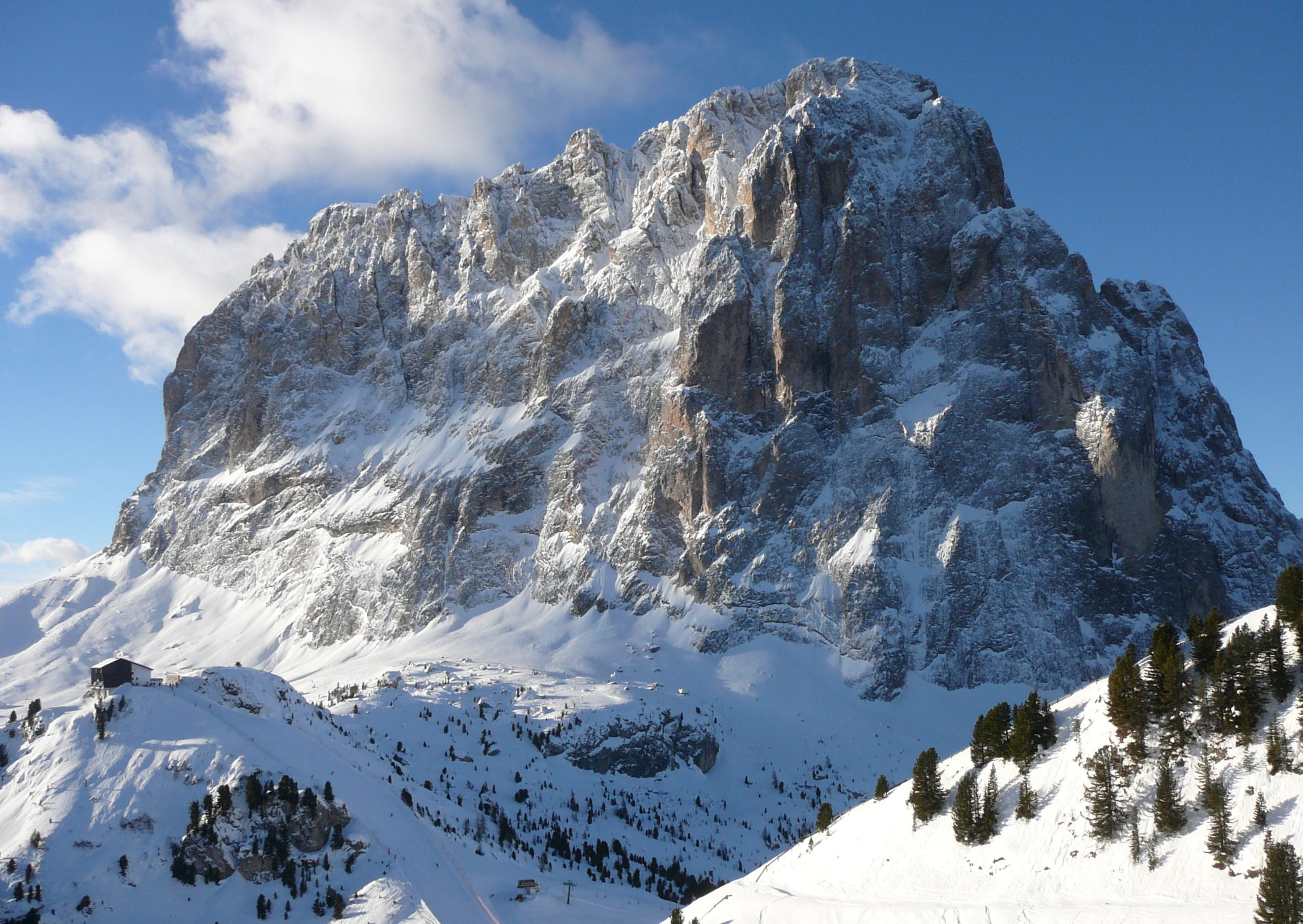
Il Sassolungo d'inverno
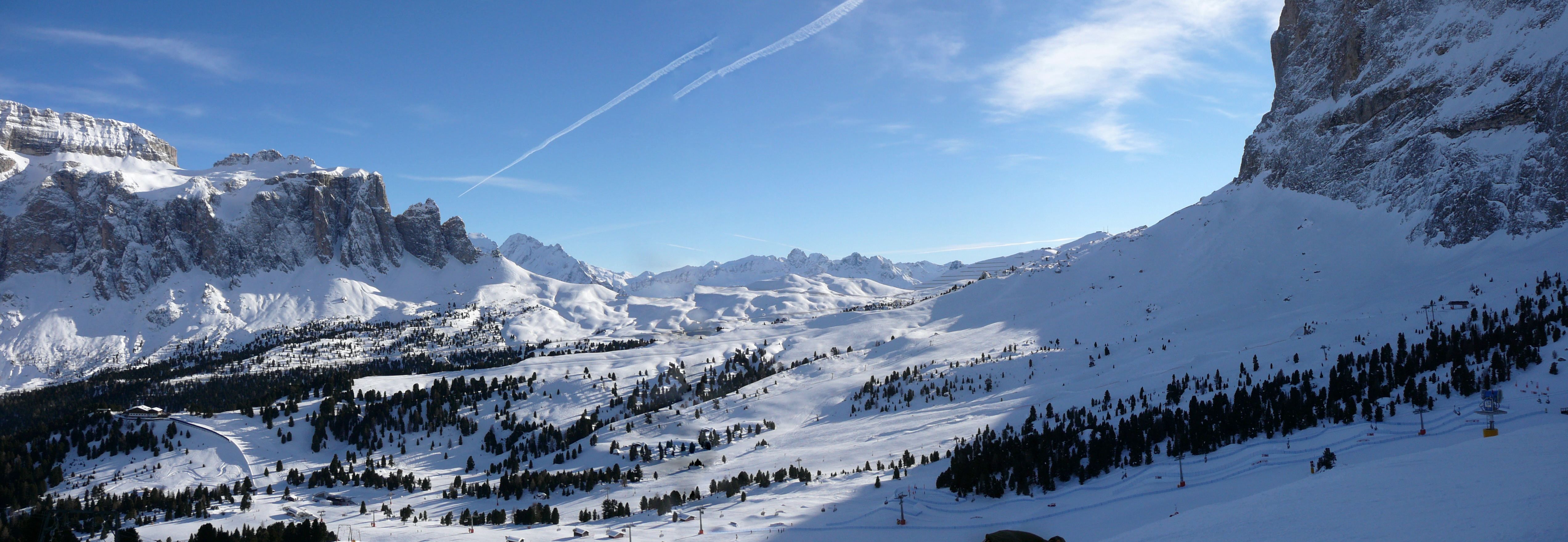
La città dei sassi (Steinerne Stadt)
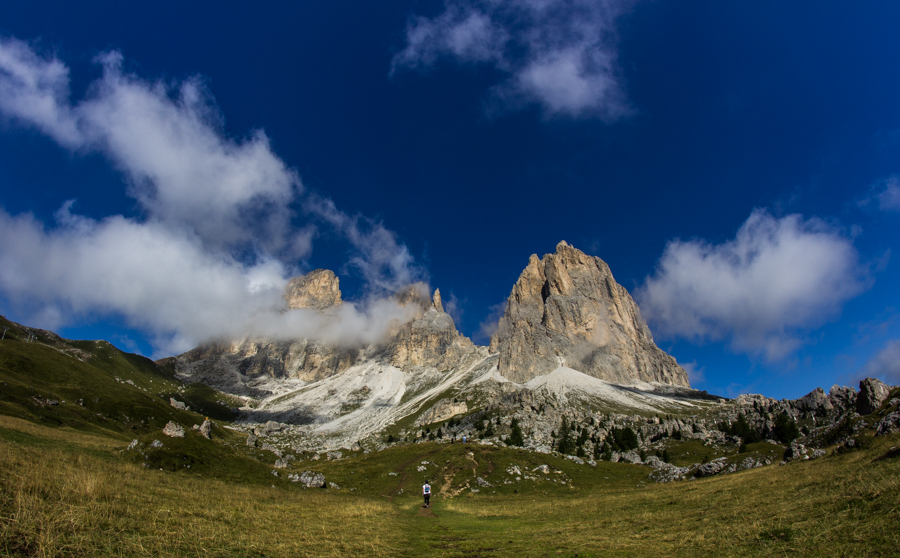
Il massiccio del Sassolungo visto dal Passo Sella
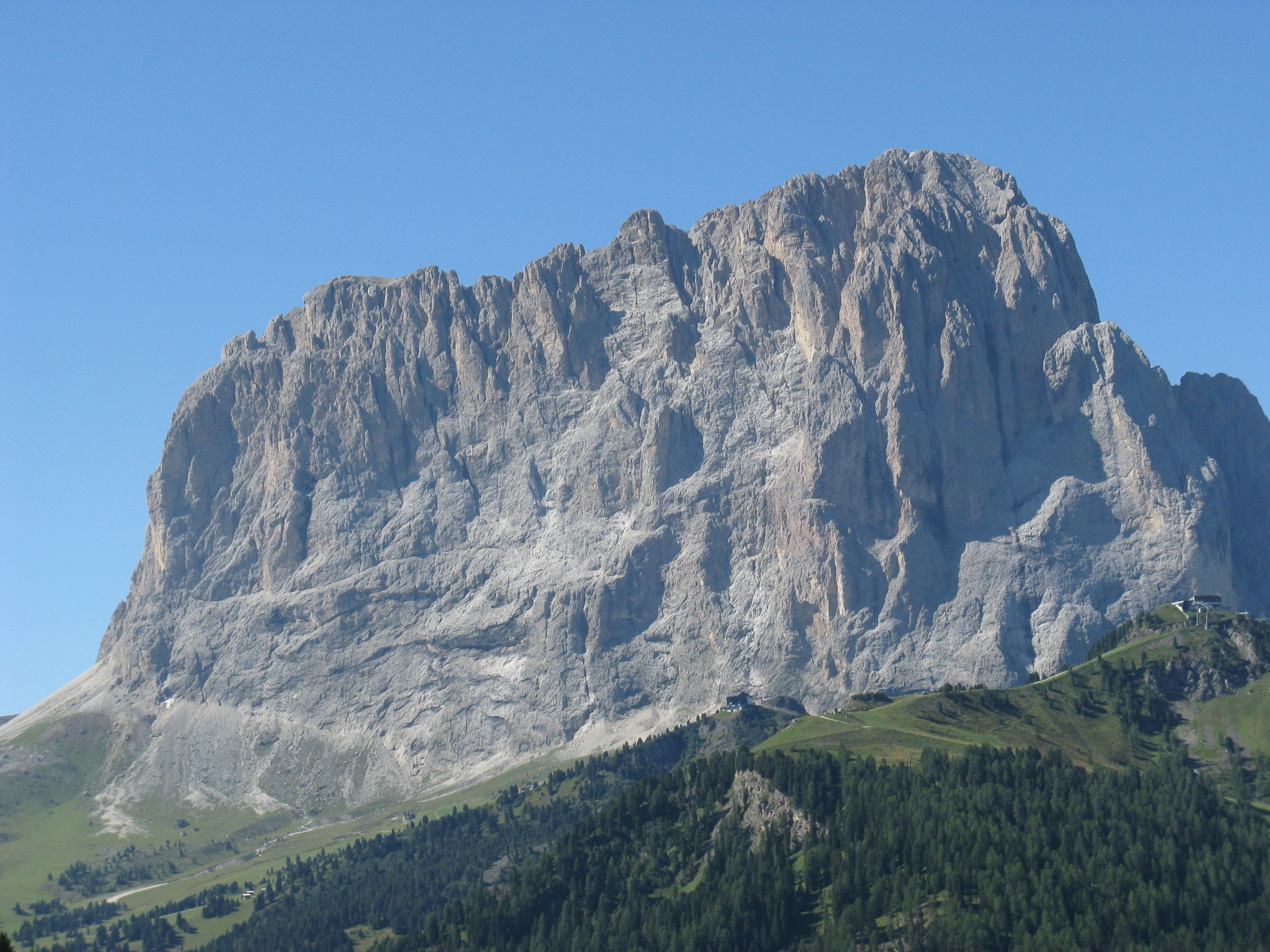
Il Sassolungo fotografato di lato